# Silvio Grassetti
Silvio Grassetti (Montecchio, 24 febbraio 1936 – Fano, 9 settembre 2018) è stato un pilota motociclistico italiano.

## Carriera
Figlio di un ex dipendente della Benelli che aveva aperto un'officina meccanica, iniziò la sua carriera nel motociclismo sportivo in sella ad una motocicletta proprio di quella marca nel 1956. Dopo due anni passati a gareggiare da privato, venne ingaggiato come pilota ufficiale della casa pesarese per competere nelle gare del Campionato Italiano Seniores; nel 1961 giunge al secondo posto alle spalle di Tarquinio Provini. Nel 1959, intanto, aveva già fatto il suo debutto nel motomondiale.
Andato a punti per la prima volta nella stagione iridata 1961, gareggiò per altri 14 anni in diverse categorie e alla guida di moto di marche diverse, dalla Bianchi alla Moto Morini (dove aveva come compagno di squadra Giacomo Agostini) per arrivare alle Yamaha e alla Jawa; proprio con quest'ultima raggiunse il miglior risultato in carriera piazzandosi al secondo posto finale nella classifica del motomondiale 1969 classe 350 alle spalle di Agostini. Nel 1971 ottenne le prime due vittorie nella classe 250 al Salzburgring nel GP d'Austria e a Spa-Francorchamps nel GP del Belgio, chiuse la stagione in settima posizione finale. Nel 1972, Grassetti non riuscì a vincere alcuna gara nella categoria, ottenendo come unico podio una seconda posizione nel GP di Finlandia. Finì la stagione in nona posizione finale.
La sua carriera continuò fino al 1974 alternandosi in sella anche alle MZ, fino a quando, sul circuito di Spa-Francorchamps incorse in un gravissimo incidente che pregiudicò il prosieguo nell'attività sportiva.
Oltre ai 3 gran premi iridati vinti, nel suo palmarès sono da ricordare anche le 3 vittorie nel Campionato Italiano Velocità tra il 1963 (in questo caso in sella ad una MV Agusta in classe 500) e il 1970.
Grassetti è stato anche coinvolto in un'esperienza strana e che viene ancora oggi riportata, quella di rimanere senza benzina appena prima del traguardo mentre era in testa alla gara: l'episodio è capitato nel Gran Premio motociclistico di Germania del 1963 in cui, pur incorrendo in quella disavventura, è riuscito in ogni caso a classificarsi al 4º posto.
Muore il 9 settembre 2018 all'età di 82 anni.

## Risultati nel motomondiale

### Classe 250
| 1959 | Classe | Moto    |    |  |   |  |    |     |  |     |  |  |  |  |  | Punti | Pos. |
| ---- | ------ | ------- | -- |  | - |  | -- | --- |  | --- |  |  |  |  |  | ----- | ---- |
| 1959 | 250    | Benelli | NE |  | 8 |  | NE | Rit |  | Rit |  |  |  |  |  | 0     |      |

| 1960 | Classe | Moto    |    |  |  |     |  |  |     |  |  |  |  |  |  | Punti | Pos. |
| ---- | ------ | ------- | -- |  |  | --- |  |  | --- |  |  |  |  |  |  | ----- | ---- |
| 1960 | 250    | Benelli | NE |  |  | Rit |  |  | Rit |  |  |  |  |  |  | 0     |      |

| 1961 | Classe | Moto    |   |   |   |  |   |     |  |  |   |  |  |  |  | Punti | Pos. |
| ---- | ------ | ------- | - | - | - |  | - | --- |  |  | - |  |  |  |  | ----- | ---- |
| 1961 | 250    | Benelli | 3 | 7 | 5 |  | 4 | Rit |  |  | 6 |  |  |  |  | 10    | 7º   |

| 1962 | Classe | Moto    |   |  |  |  |  |  |  |  |  |    |  |  |  | Punti | Pos. |
| ---- | ------ | ------- | - |  |  |  |  |  |  |  |  | -- |  |  |  | ----- | ---- |
| 1962 | 250    | Benelli | 7 |  |  |  |  |  |  |  |  | NE |  |  |  | 0     |      |

| 1963 | Classe | Moto    |  |   |    |  |  |  |  |  |    |     |  |  |  | Punti | Pos. |
| ---- | ------ | ------- |  | - | -- |  |  |  |  |  | -- | --- |  |  |  | ----- | ---- |
| 1963 | 250    | Benelli |  | 4 | NE |  |  |  |  |  | NE | Rit |  |  |  | 3     | 15º  |

| 1965 | Classe | Moto        |   |  |  |  |  |  |  |  |  |  |  |  |  | Punti | Pos. |
| ---- | ------ | ----------- | - |  |  |  |  |  |  |  |  |  |  |  |  | ----- | ---- |
| 1965 | 250    | Moto Morini | 3 |  |  |  |  |  |  |  |  |  |  |  |  | 4     | 16º  |

| 1967 | Classe | Moto    |     |  |  |  |  |  |  |  |  |  |  |  |  | Punti | Pos. |
| ---- | ------ | ------- | --- |  |  |  |  |  |  |  |  |  |  |  |  | ----- | ---- |
| 1967 | 250    | Benelli | Rit |  |  |  |  |  |  |  |  |  |  |  |  | 0     |      |

| 1969 | Classe | Moto   |  |  |  |  |   |  |  |   |  |  |  |   |  | Punti | Pos. |
| ---- | ------ | ------ |  |  |  |  | - |  |  | - |  |  |  | - |  | ----- | ---- |
| 1969 | 250    | Yamaha |  |  |  |  | 5 |  |  | 5 |  |  |  | 5 |  | 18    | 12º  |

| 1970 | Classe | Moto        |  |  |  |  |   |  |   |  |  |  |     |   |  | Punti | Pos. |
| ---- | ------ | ----------- |  |  |  |  | - |  | - |  |  |  | --- | - |  | ----- | ---- |
| 1970 | 250    | Yamaha e MZ |  |  |  |  | 9 |  | 2 |  |  |  | Rit | 3 |  | 24    | 10º  |

| 1971 | Classe | Moto |   |     |  |  |   |   |  |     |    |  |   |  |  | Punti | Pos. |
| ---- | ------ | ---- | - | --- |  |  | - | - |  | --- | -- |  | - |  |  | ----- | ---- |
| 1971 | 250    | MZ   | 1 | Rit |  |  | 1 | 8 |  | Rit | 19 |  | 3 |  |  | 43    | 7º   |

| 1972 | Classe | Moto |  |  |  |   |  |  |   |    |  |   |   |   |  | Punti | Pos. |
| ---- | ------ | ---- |  |  |  | - |  |  | - | -- |  | - | - | - |  | ----- | ---- |
| 1972 | 250    | MZ   |  |  |  | 5 |  |  | 7 | 15 |  | 5 | 9 | 2 |  | 30    | 9º   |

| 1973 | Classe | Moto |  |  |   |    |  |   |  |  |  |   |     |  |  | Punti | Pos. |
| ---- | ------ | ---- |  |  | - | -- |  | - |  |  |  | - | --- |  |  | ----- | ---- |
| 1973 | 250    | MZ   |  |  | 6 | NE |  | 2 |  |  |  | 7 | Rit |  |  | 21    | 10º  |

| 1974 | Classe | Moto |    |   |    |     |   |   |   |   |   |   |   |   |  | Punti | Pos. |
| ---- | ------ | ---- | -- | - | -- | --- | - | - | - | - | - | - | - | - |  | ----- | ---- |
| 1974 | 250    | MZ   | NE | - | NE | Rit | - | - | - | - | - | - | - | - |  | 0     |      |

| Legenda | 1º posto        | 2º posto            | 3º posto            | A punti      | Senza punti        | Grassetto – Pole position Corsivo – Giro più veloce |
| Legenda | Gara non valida | Non qual./Non part. | Ritirato/Non class. | Squalificato | '-' Dato non disp. | Grassetto – Pole position Corsivo – Giro più veloce |

### Classe 350
| 1961 | Classe | Moto    |    |  |    |  |  |    |  |  |   |  |    |  |  | Punti | Pos. |
| ---- | ------ | ------- | -- |  | -- |  |  | -- |  |  | - |  | -- |  |  | ----- | ---- |
| 1961 | 350    | Benelli | NE |  | NE |  |  | NE |  |  | 5 |  | NE |  |  | 2     | 14º  |

| 1962 | Classe | Moto    |    |    |  |   |    |    |  |  |   |  |    |  |  | Punti | Pos. |
| ---- | ------ | ------- | -- | -- |  | - | -- | -- |  |  | - |  | -- |  |  | ----- | ---- |
| 1962 | 350    | Bianchi | NE | NE |  | 3 | NE | NE |  |  | 3 |  | NE |  |  | 8     | 5º   |

| 1965 | Classe | Moto    |    |  |    |    |  |  |    |  |  |  |  |   |  | Punti | Pos. |
| ---- | ------ | ------- | -- |  | -- | -- |  |  | -- |  |  |  |  | - |  | ----- | ---- |
| 1965 | 350    | Bianchi | NE |  | NE | NE |  |  | NE |  |  |  |  | 2 |  | 6     | 9º   |

| 1966 | Classe | Moto    |    |   |  |  |    |  |  |  |  |  |   |  |  | Punti | Pos. |
| ---- | ------ | ------- | -- | - |  |  | -- |  |  |  |  |  | - |  |  | ----- | ---- |
| 1966 | 350    | Bianchi | NE | 4 |  |  | NE |  |  |  |  |  | 4 |  |  | 6     | 14º  |

| 1967 | Classe | Moto    |    |  |    |  |  |    |  |  |    |  |   |    |  | Punti | Pos. |
| ---- | ------ | ------- | -- |  | -- |  |  | -- |  |  | -- |  | - | -- |  | ----- | ---- |
| 1967 | 350    | Benelli | NE |  | NE |  |  | NE |  |  | NE |  | 2 | NE |  | 6     | 9º   |

| 1968 | Classe | Moto    |  |    |  |  |    |  |  |    |  |   |  |  |  | Punti | Pos. |
| ---- | ------ | ------- |  | -- |  |  | -- |  |  | -- |  | - |  |  |  | ----- | ---- |
| 1968 | 350    | Benelli |  | NE |  |  | NE |  |  | NE |  | 3 |  |  |  | 4     | 9º   |

| 1969 | Classe | Moto          |  |  |    |  |   |    |  |   |  |  |   |   |  | Punti | Pos. |
| ---- | ------ | ------------- |  |  | -- |  | - | -- |  | - |  |  | - | - |  | ----- | ---- |
| 1969 | 350    | Yamaha e Jawa |  |  | NE |  | 3 | NE |  | 3 |  |  | 2 | 1 |  | 47    | 2º   |

| 1970 | Classe | Moto |  |    |   |  |  |    |  |  |  |  |   |  |  | Punti | Pos. |
| ---- | ------ | ---- |  | -- | - |  |  | -- |  |  |  |  | - |  |  | ----- | ---- |
| 1970 | 350    | Jawa |  | NE | 3 |  |  | NE |  |  |  |  | 5 |  |  | 16    | 12º  |

| 1971 | Classe | Moto |  |  |  |  |    |  |  |  |  |  |   |  |  | Punti | Pos. |
| ---- | ------ | ---- |  |  |  |  | -- |  |  |  |  |  | - |  |  | ----- | ---- |
| 1971 | 350    | MZ   |  |  |  |  | NE |  |  |  |  |  | 2 |  |  | 12    | 16º  |

| 1972 | Classe | Moto |  |  |   |  |  |  |  |    |   |   |  |    |  | Punti | Pos. |
| ---- | ------ | ---- |  |  | - |  |  |  |  | -- | - | - |  | -- |  | ----- | ---- |
| 1972 | 350    | MZ   |  |  | 9 |  |  |  |  | NE | 4 | 8 |  | 11 |  | 13    | 13º  |

| 1973 | Classe | Moto |    |  |     |     |  |   |     |    |  |  |     |  |  | Punti | Pos. |
| ---- | ------ | ---- | -- |  | --- | --- |  | - | --- | -- |  |  | --- |  |  | ----- | ---- |
| 1973 | 350    | MZ   | 18 |  | Rit | Rit |  | 9 | Rit | NE |  |  | Rit |  |  | 2     | 37º  |

| Legenda | 1º posto        | 2º posto            | 3º posto            | A punti      | Senza punti        | Grassetto – Pole position Corsivo – Giro più veloce |
| Legenda | Gara non valida | Non qual./Non part. | Ritirato/Non class. | Squalificato | '-' Dato non disp. | Grassetto – Pole position Corsivo – Giro più veloce |

### Classe 500
| 1962 | Classe | Moto    |    |    |  |     |  |    |  |  |   |  |  |  |  | Punti | Pos. |
| ---- | ------ | ------- | -- | -- |  | --- |  | -- |  |  | - |  |  |  |  | ----- | ---- |
| 1962 | 500    | Bianchi | NE | NE |  | Rit |  | NE |  |  | 3 |  |  |  |  | 4     | 16º  |

| 1964 | Classe | Moto   |  |    |    |  |  |  |  |  |  |  |     |    |  | Punti | Pos. |
| ---- | ------ | ------ |  | -- | -- |  |  |  |  |  |  |  | --- | -- |  | ----- | ---- |
| 1964 | 500    | Gilera |  | NE | NE |  |  |  |  |  |  |  | Rit | NE |  | 0     |      |

| 1968 | Classe | Moto    |  |     |  |     |  |  |  |  |  |  |  |  |  | Punti | Pos. |
| ---- | ------ | ------- |  | --- |  | --- |  |  |  |  |  |  |  |  |  | ----- | ---- |
| 1968 | 500    | Bianchi |  | Rit |  | Rit |  |  |  |  |  |  |  |  |  | 0     |      |

| Legenda | 1º posto        | 2º posto            | 3º posto            | A punti      | Senza punti        | Grassetto – Pole position Corsivo – Giro più veloce |
| Legenda | Gara non valida | Non qual./Non part. | Ritirato/Non class. | Squalificato | '-' Dato non disp. | Grassetto – Pole position Corsivo – Giro più veloce |